# Vanderlei Luxemburgo
Vanderlei Luxemburgo, de son vrai nom Vanderlei Luxemburgo da Silva, est un footballeur brésilien, désormais entraîneur, né le 10 mai 1952 à Nova Iguaçu (Brésil).

## Biographie
Arrière gauche qui en tant que joueur qui ne connaît jamais les honneurs de la sélection, Luxemburgo effectue la majeure partie de sa carrière dans les clubs cariocas, avant qu'une grave blessure au genou en 1982 ne le contraigne à abandonner les terrains. 
Reconverti en tant qu'entraîneur, Luxemburgo se forge un palmarès enviable à la tête de divers clubs brésiliens. Il est aussi le sélectionneur controversé de l'équipe du Brésil entre 1998 et 2000 (outre les mauvais résultats de l'équipe A et de l'équipe olympique, il est au centre de scandales financiers).
Il exerce également en Europe, puisqu'il entraîne le Real Madrid entre janvier et décembre 2005.
Le 27 juin 2009, il est remercié de son poste d'entraîneur de l'équipe Palmeiras pour avoir déclaré sur le réseau social Twitter que Keirrison ne jouerait plus tant qu'il serait entraîneur,,.
Le 11 novembre 2013, il est limogé par Fluminense à la suite d'une série de neuf matchs sans victoire. Il est remplacé par Dorival Júnior.
À la surprise générale, il signe en septembre 2015 en faveur du Tianjin Songjiang alors en deuxième division chinoise.

## Palmarès d'entraîneur
- Vainqueur de la Copa América 1999 avec l'équipe du Brésil
- Vainqueur du Tournoi pré-olympique 2000 (en) avec l'équipe du Brésil olympique
- Champion du Brésil en 1993 et 1994 avec Palmeiras
- Champion du Brésil en 1998 avec les Corinthians
- Champion du Brésil en 2003 avec Cruzeiro
- Champion du Brésil en 2004 avec Santos
- Vainqueur de la Coupe du Brésil en 2003 avec Cruzeiro
- Champion de l’État de São Paulo en 1990 avec Bragantino, en 1993, 1994 et 1996 avec Palmeiras, en 2001 avec les Corinthians, en 2006 et 2007 avec Santos
- Champion de l'État du Minas Gerais en 2003 avec Cruzeiro
- Vainqueur du Tournoi Rio-São Paulo en 1993 avec Palmeiras et en 1997 avec Santos
- Vainqueur de la Coupe Guanabara en 1995 avec Flamengo